# Шикунов, Александр Юрьевич
Александр Юрьевич Шикунов (1 ноября 1961, Ростов-на-Дону, РСФСР, СССР) — советский футболист и российский футбольный функционер. Сын советского футболиста Юрия Шикунова.

## Карьера игрока
Футбольная карьера как игрока связана с двумя ростовскими клубами СКА и «Ростсельмашем» (ныне «Ростов»). Защищал цвета «ростовчан» в высшей, первой и второй лигах чемпионата СССР.
Профессиональную карьеру начал в 1979 году в дубле команды СКА. По окончании сезона 1981 года СКА «вылетел» из высшей лиги в первую. Через два года СКА смог вернуться в Высшую Лигу, а Шикунов перешёл в «Ростсельмаш», выступавший во второй лиге. По итогам чемпионата 1985 года «Ростсельмаш», занявший первое место, вышел в первую лигу. После чего, отыграв ещё два сезона за «комбайнёров», Шикунов перешёл в стан «донских армейцев», а ещё через два года обратно в «Ростсельмаш», обе ростовские команды играли тогда в первой лиге.

## Работа в качестве функционера
После окончания карьеры футболиста работал в «Ростсельмаше», сначала начальником команды, позже занимал и другие административные должности.
В конце девяностых перешёл в московский «Спартак», самый успешный российский клуб девяностых. Официально занимал различные должности, в том числе технического и спортивного директора. В начале 2000-х был ключевой фигурой клуба в трансферной и селекционной политике.
В 2004 году Андрей Червиченко, продав свои акции Леониду Федуну, покинул пост президента клуба. Расставшись со «Спартаком», Червиченко стал соинвестором подмосковных «Химок», середняка Первой лиги. Вслед за Червиченко в «Химки» пришёл и Шикунов. Новое руководство клуба поставило амбициозную задачу — выход в Премьер-Лигу. Клуб пополнился рядом мастеровитых игроков «Спартака», но не имевших стабильного места в стартовом составе «красно-белых» — Павел Погребняк, Александр Данишевский, Георгий Ломая. Летом 2005 года Шикунов покинул «Химки».
В июне 2005 года Шикунов занял пост спортивного директора нижегородского «Спартака». В начале сезона клуб, фактически являвшийся фарм-клубом московского «Спартака» и финансировавшийся бизнес-структурами, аффилированными с «Лукойл», сменил официальную прописку, перебравшись из Челябинска в Нижний Новгород. Президентом клуба был Юрий Первак, гендиректор ООО «Лукойл-Челябнефтепродукт», ранее, как и Шикунов, входивший в руководство московского «Спартака». Летом 2006 года Александр Шикунов покинул занимаемый пост.
Перед сезоном 2008 года был утвержден в должности спортивного директора «Ростова», вылетевшего в прошлом сезоне из Премьер-Лиги. На новом месте работы Шикунов был призван заменить Рохуса Шоха, отправленного летом 2007 года в отставку. В межсезонье в распоряжении главного тренера Олега Долматова было всего 4 игрока с действующими контрактами, предстояла большая трансферная работа. Команду пополнили Максим Астафьев и Сергей Штанюк, лидеры «Луча-Энергии», также покинувшего высший дивизион, опорник Александр Кульчий из «Томи», вратарь Максим Левицкий из «Терека» и нападающий молодёжной команды «Рубина» Владимир Дядюн. В летнее трансферное окно к команде присоединился лучший бомбардир первого дивизиона сезона 2007 года Дмитрий Акимов, забивший за «Ростов» 10 голов в 18 матчах. В 2008 году «Ростов» уверенно решил задачу по выходу в Премьер-Лигу.
13 мая 2011 года Шикунов ушёл в отставку по собственному желанию после проигранного дома по пенальти матча за выход в финал Кубка России 2010/11 владикавказской «Алании». В тот же день руководство клуба приняло ещё два кадровых решения — в отставку ушёл главный тренер Олег Протасов, а функции, ранее исполняемые Шикуновым, были поручены Юрию Белоусу. Через год в июне 2012 года Белоус ушёл в отставку, а Шикунов, напротив, вернулся в клуб, официально заняв должность вице-президента.
В 2015 году в отношении Шикунова было возбуждено уголовное дело по факту растраты 34 млн рублей бюджетных средств.